# 穆罕默德·法里斯
穆罕默德·阿赫默德·法里斯（阿拉伯语：‎，羅馬化：Muḥammad ʾAḥmad Fāris，1951年5月26日—2024年4月19日）是叙利亚军事飞行员，叙利亚首位进入太空的宇航员。

## 生平

### 早年与教育
1951年生于叙利亚北部重镇阿勒颇。1973年毕业于阿勒颇军事飞行员学校。1985年与哈比卜入选苏联国际宇航员计划，在加加林宇航员培训中心接受太空飞行训练。

### 国际宇航员
1987年7月，与苏联宇航员维克托连科和亚历山德罗夫乘坐联盟TM-3号升空，与和平号空间站对接。在进行7天的任务后乘坐联盟TM-2返回地面。他获得了苏联最高苏维埃主席团授予的蘇聯英雄荣誉称号、金星奖章和列寧勳章。之后，他返回阿勒颇，继续在军队服役。2000年巴沙尔·阿萨德继位后，法里斯成为政府高级军事顾问。

### 叙利亚内战
2011年初，叙利亚内战爆发。法里斯希望阿萨德总统做出和平的变革，然而却没有得到回应。2012年8月4日，法里斯携带家人从阿萨德政权叛逃至土耳其境内。在那里，他加入了争取民主变革全国协调委员会。
2016年3月，法里斯作为土耳其敘利亞內戰難民接受了电台采访。他对俄罗斯武装干涉叙利亚内战表示非常遗憾。
2017年9月，法里斯被任命为叙利亚临时政府国防部长。